# Jerzy Potocki (1932–1966)
Jerzy Potocki (ur. 5 marca 1932 we Lwowie, zm. 4 września 1966 w Hindukuszu) – polski archeolog, taternik, alpinista.

## Życiorys

### Młodość
Był synem hrabiego Ignacego Potockiego (1906–1994) herbu Pilawa Złota, jednego ze spadkobierców Zakładu Zdrojowego w Rymanowie, balneologa oraz Mat Any Jane z domu O’Dell (1910–1932). Do gimnazjum uczęszczał w Krakowie i w Wałbrzychu. Maturę uzyskał w Krynicy w 1950 r.

### Działalność naukowa
Po studiach z zakresu archeologii na Uniwersytecie Jagiellońskim i Uniwersytecie Poznańskim, m.in. u prof. Rudolfa Jamki i prof. Witolda Hensla, ukończonych w 1955 r. (magisterium na podstawie pracy Wpływ Celtów na ziemie polskie), został pracownikiem naukowym w Zakładzie Archeologii Małopolski Instytutu Historii Kultury Materialnej PAN w Krakowie. Interesował się szczególnie Celtami i ich wpływem na ziemie polskie. Brał udział w badaniach terenowych, m.in. w Opolu, w Wietrznie-Bóbrce w pow. krośnieńskim, w Kraczkowej w woj. rzeszowskim, w Podłężu w woj. krakowskim, w Igołomi w pow. proszowickim, w widłach Sanu i Tanwi, w powiatach lubaczowskim i przemyskim, w Stradowie w pow. kazimierskim, w Chrobrzu nad Nidą, w Witowie nad Wisłą i in. Był autorem ok. 20 prac naukowych, a także szeregu artykułów popularnonaukowych i przekładów z dziedziny archeologii. Był członkiem rady redakcyjnej czasopisma „Z Otchłani Wieków”.

### Działalność wspinaczkowa
Wspinał się od 1953 r. w Tatrach, Pieninach (południowa ściana Sokolicy - I wejście, 23 lipca 1960 r., wraz z Romanem Łazarskim, droga nadzwyczaj trudna) i skałkach Wyżyny Krakowsko-Częstochowskiej. Od 1961 r. przechodził w Tatrach najtrudniejsze wówczas drogi, od 1962 także w zimie (m.in. na Mnichu i Kazalnicy). Od 1961 r. wspinał się również w Alpach jugosłowiańskich, austriackich i francuskich. M.in. 30 lipca 1963 r. uczestniczył w pierwszym polskim przejściu i drugim w ogóle drogi André Contamine’a na Aiguille Verte. Był bardzo aktywnym działaczem Koła Krakowskiego Klubu Wysokogórskiego (prezesem) i Zarządu Głównego Klubu Wysokogórskiego. Od 1954 r. pisywał na tematy górskie w „Taterniku”, „Taterniczku”, „Oscypku” (był również jego redaktorem) i prasie codziennej.
W 1966 r. czasie wyprawy w Hindukusz afgańskim wejściem na Noszak (7492 m) wyrównał ówczesny polski rekord wysokości. W kilka dni później na północnych stokach tegoż szczytu zginął w lawinie śnieżnej na wysokości ok. 6500 m n.p.m. Jego grób znajduje się w rodzinnym sektorze (obok matki) na cmentarzu w Rymanowie.